# Episodi di Nash Bridges (sesta stagione)
La sesta ed'ultima stagione della serie televisiva Nash Bridges è stata trasmessa in anteprima negli Stati Uniti d'America dalla CBS tra il 6 ottobre 2000 e il 4 maggio 2001.
| nº | Titolo originale      | Titolo italiano | Prima TV USA     | Prima TV Italia |
| -- | --------------------- | --------------- | ---------------- | --------------- |
| 1  | Rock and a Hard Place |                 | 6 ottobre 2000   |                 |
| 2  | Jump Start            |                 | 13 ottobre 2000  |                 |
| 3  | Lap Dance             |                 | 20 ottobre 2000  |                 |
| 4  | Land Pirates          |                 | 27 ottobre 2000  |                 |
| 5  | ManHunt               |                 | 3 novembre 2000  |                 |
| 6  | Double Trouble        |                 | 10 novembre 2000 |                 |
| 7  | End Game              |                 | 17 novembre 2000 |                 |
| 8  | Blow Out              |                 | 24 novembre 2000 |                 |
| 9  | The Messenger         |                 | 8 dicembre 2000  |                 |
| 10 | Grave Robbers         |                 | 15 dicembre 2000 |                 |
| 11 | Bear Trap             |                 | 12 gennaio 2001  |                 |
| 12 | Recover Me            |                 | 2 febbraio 2001  |                 |
| 13 | Something Borrowed    |                 | 9 febbraio 2001  |                 |
| 14 | Out of Miami          |                 | 16 febbraio 2001 |                 |
| 15 | Slam Dunk             |                 | 23 febbraio 2001 |                 |
| 16 | The Partner           |                 | 9 marzo 2001     |                 |
| 17 | Blood Bots            |                 | 30 marzo 2001    |                 |
| 18 | Quack Fever           |                 | 6 aprile 2001    |                 |
| 19 | Kill Joy              |                 | 13 aprile 2001   |                 |
| 20 | Change Up             |                 | 20 aprile 2001   |                 |
| 21 | Cat Fight             |                 | 27 aprile 2001   |                 |
| 22 | Fair Game             |                 | 4 maggio 2001    |                 |